# 千勝世
千勝世（：／ Cheon Seung-se，1939年2月23日—2020年11月27日），韩国小说家、剧作家。

## 生平
1939年生于全罗南道木浦市，毕业于成均馆大学国文系。1958年在《东亚日报》新春文艺上发表短篇小说《占礼和牛》初露文坛。著有《炮大领》、《感泪练习》、《黄狗的悲鸣：千勝世作品集》等作品。2020年11月27日逝世。